# Oresius
Oresius est le premier évêque de Marseille connu. Il siège en 314.

## Biographie
Oresius est le premier évêque connu de Marseille. Nous ne connaissons ni ses prédécesseurs ni ses successeurs immédiats.
On sait seulement qu'il assiste au grand concile d'Arles, convoqué par l'empereur Constantin en mars 314 pour examiner la cause des Donatistes. De nombreux représentants d'églises y assistent. À ce concile assistent quatre clercs envoyés par le pape Sylvestre Ier ainsi que l'évêque de Marseille Oresius accompagné du lecteur Nazareus. Il est cité dans le document qui nous est parvenu en tête de la liste des évêques de Gaule.
Cette première attestation d'une communauté chrétienne laisse penser qu'elle est à cette date déjà bien organisée.